# Youfang (köpinghuvudort i Kina, Hebei Sheng, lat 37,01, long 115,77)
Youfang (kinesiska: 油坊, 油坊镇) är en köpinghuvudort i Kina. Den ligger i provinsen Hebei, i den norra delen av landet, omkring 330 kilometer söder om huvudstaden Peking. Antalet invånare är 50 436. Befolkningen består av 24 570 kvinnor och 25 866 män. Barn under 15 år utgör 18,0 %, vuxna 15-64 år 73 %, och äldre över 65 år 7,0 %.
Runt Youfang är det tätbefolkat, med 762 invånare per kvadratkilometer. Närmaste större samhälle är Qingnian, 19,7 km söder om Youfang. Trakten runt Youfang består till största delen av jordbruksmark.
Genomsnittlig årsnederbörd är 687 millimeter. Den regnigaste månaden är juli, med i genomsnitt 248 mm nederbörd, och den torraste är januari, med 4 mm nederbörd.